# Saint-Clair-du-Rhône
Saint-Clair-du-Rhône é uma comuna francesa na região administrativa de Auvérnia-Ródano-Alpes, no departamento de Isère. Estende-se por uma área de 7,16 km². Em 2010 a comuna tinha 3 848 habitantes (densidade: 537,4 hab./km²).

## Cidades-irmãs
- Mammola, Itália (2010)